# Earth (groupe)
Pour les articles homonymes, voir Earth.
Earth est un groupe de drone doom et rock expérimental américain, originaire d'Olympia, dans l'État de Washington. Il est formé en 1989 par Dylan Carlson, Slim Moon, et Greg Babior. Bien qu'ayant joué des styles de musique variés, ils sont plus connus pour être les pionniers du drone doom. Leurs premiers albums peuvent être perçus comme une variation expérimentale du metal des Melvins, influencés par le doom metal.
Dylan Carlson est actuellement le leader du groupe. Il est aussi le seul membre d'origine jouant encore avec Earth. Le groupe a eu une grande influence sur la scène drone, plus particulièrement sur Sunn O))) ou Teeth of Lions Rule the Divine.

## Biographie
Dylan Carlson forme le groupe en 1989 avec Slim Moon et Greg Babior, sous le nom de Earth, inspiré de l'ancien nom adopté par Black Sabbath. À part pour la musique underground, Carlson est aussi connu comme l'un des proches amis du musicien grunge Kurt Cobain. C'est d'ailleurs Carlson qui, à la demande de Cobain, a acheté le fameux fusil de chasse (qui était au départ censé être utilisé en tant que protection) que Cobain a utilisé pour se suicider. Après que Earth eut déménagé à Seattle, Cobain chanta sur la chanson Divine and Bright, piste d'une démo incluse dans l'album live Sunn Amps and Smashed Guitars.
L'album Earth 2 est décrit comme un pilier par le magazine Terrorizer. Le groupe se met en pause après la sortie de Pentastar: In the Style of Demons à cause des problèmes personnels de Carlson, notamment son addiction à l'héroïne, sa cure de désintoxication, son lien avec le suicide de Kurt Cobain, et son incarcération. Carlson explique que la séparation du groupe est due à son addiction : « À un certain moment, la musique était tout pour moi. Puis ça ne l'était plus et c'est quelque chose de différent et destructeur qui l'a remplacé. L'héroïne fait partie de mon existence - ça fonctionne pas sans ça... »
Earth revient aux alentours de 2000 avec un style musical différent.

## Membres

### Membres actuels
- Dylan Carlson – guitare
- Adrienne Davies – batterie
- Don McGreevy – basse
- Bill Herzog - basse
- Brett Netson - guitare

### Anciens membres
- Slim Moon – chant
- Greg Babior – guitare
- Joe Preston – guitare basse, percussions
- Ian Dickson – guitare, basse
- Dave Harwell – basse
- John Schuller - basse
- Sean McElligot – guitare
- Michael McDaniel – batterie
- Jonas Haskins – guitare bariton
- Steve « Stebmo » Moore - piano, trombone, grand piano acoustique
- Lori Goldston - violoncelle
- Karl Blau – basse
- Angelina Baldoz - basse (en tournée)

## Discographie

### Albums studio
- 1993 : Earth 2: Special Low-Frequency Version
- 1995 : Phase 3: Thrones and Dominions
- 1996 : Pentastar: In the Style of Demons
- 2005 : Legacy of Dissolution (remix album)
- 2005 : Hex (Or Printing in the Infernal Method)
- 2007 : Hibernaculum (dualdisc avec des chansons ré-enregistrées d'albums précédents dans le nouveau style de Earth ainsi qu'un documentaire)
- 2008 : The Bees Made Honey in the Lion's Skull
- 2011 : Angels of Darkness, Demons of Light I
- 2012 : Angels of Darkness, Demons of Light II
- 2014 : Primitive and Deadly

### Albums live
- 1996 : Sunn Amps and Smashed Guitars (No Quarter Records)
- 2003 : 070796 Live
- 2005 : Living in the Gleam of an Unsheathed Sword
- 2006 : Live Hex: In a Large City on the North American Continent
- 2007 : Live Europe 2006
- 2008 : Radio Earth

### EP
- 1990 : Earth 7″ (Distribué par le groupe)
- 1991 : Extra-Capsular Extraction

### Splits
- 2003 : avec KK Null
- 2006 : Angel Coma avec Sunn O)))
- 2007 : avec Tribes of Neurot
- 2008 : avec Sir Richard Bishop

### Compilation
- 1997 : Scatter (avec  Jim O'Rourke, Kevin Drumm, Daniel Menche, et John Hudak)